# 티푸의 호랑이

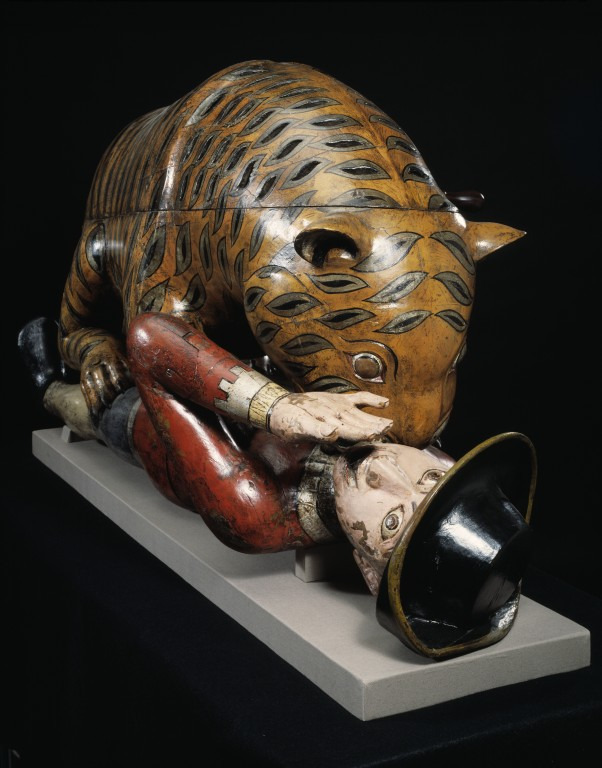
빅토리아 앨버트 박물관에 소장된 티푸의 호랑이

티푸의 호랑이는 18세기 인도의 마이소르 왕국의 지도자인 티푸 술탄이 만든 자동기계 겸 악기이다. 실제 크기의 유럽인과 이를 공격하는 호랑이로 나무조각을 팠다. 호랑이 내부와 유럽인의 몸의 메커니즘에 의해 유럽인의 다른 손을 움직이게 만들어 그의 입과 호랑이의 몸에서 소리가 나게 한다. 또한, 호랑이 측면에는 18 개의 음을 가진 작은 파이프 오르간 덮개가 있다.